# 米よこせ運動 (1932年)
米よこせ運動（こめよこせうんどう）は、1932年の日本で起こった社会運動。

## 概要
1929年の世界恐慌の影響は日本にも及び（昭和恐慌）、深刻な経済不況に1930年-1931年の東北地方の米の凶作（昭和農業恐慌）が重なって、1932年の米端境期を前に米価はじりじりと上昇、賃下げや失業で苦しめられていた都市下層労働者の窮迫感が広がっていった。
こうしたなか、日本無産者消費組合連盟（日消連）は国際協同組合デーを契機に、1931年に改正された米穀法による政府保有米の獲得闘争を提唱。1932年6月、東京･三河島で失業者とその家族が、町長と警察署長官舎に｢米をよこせ｣と押しかけ、政府米の払い下げを実現。関東消費組合連盟の呼びかけで東京市内各地に「米よこせ会」が結成され、連盟傘下の消費組合は労働組合･農民組合などと一緒に要求署名や農林省デモに取り組み、廉価払下げを実現、運動は全国化した。
日本共産党と消費組合の指導のもとに行われた、この時期の左派の運動ではまれな、合法的・大衆的に展開された運動であった。